# Фёр (остров)
Фёр (нем. Föhr, с.-фриз. Feer, дат. Før) — второй по величине немецкий остров в акватории Северного моря, входит в группу Северо-Фризских островов. Административно подчиняется району Северная Фризия, Шлезвиг-Гольштейн.

## География
Площадь острова составляет более 82,82 км², в длину он протянулся на 12 км, а в ширину — на 6,8 км. На севере преобладают болота. На юге — холмистый ландшафт со множеством поселений. Расположенные с северо-запада Зильт и Амрум защищают остров от морских штормов, благодаря чему местная флора более жизнеспособна. Из-за этого Фёр получил название «зелёного острова».

## История

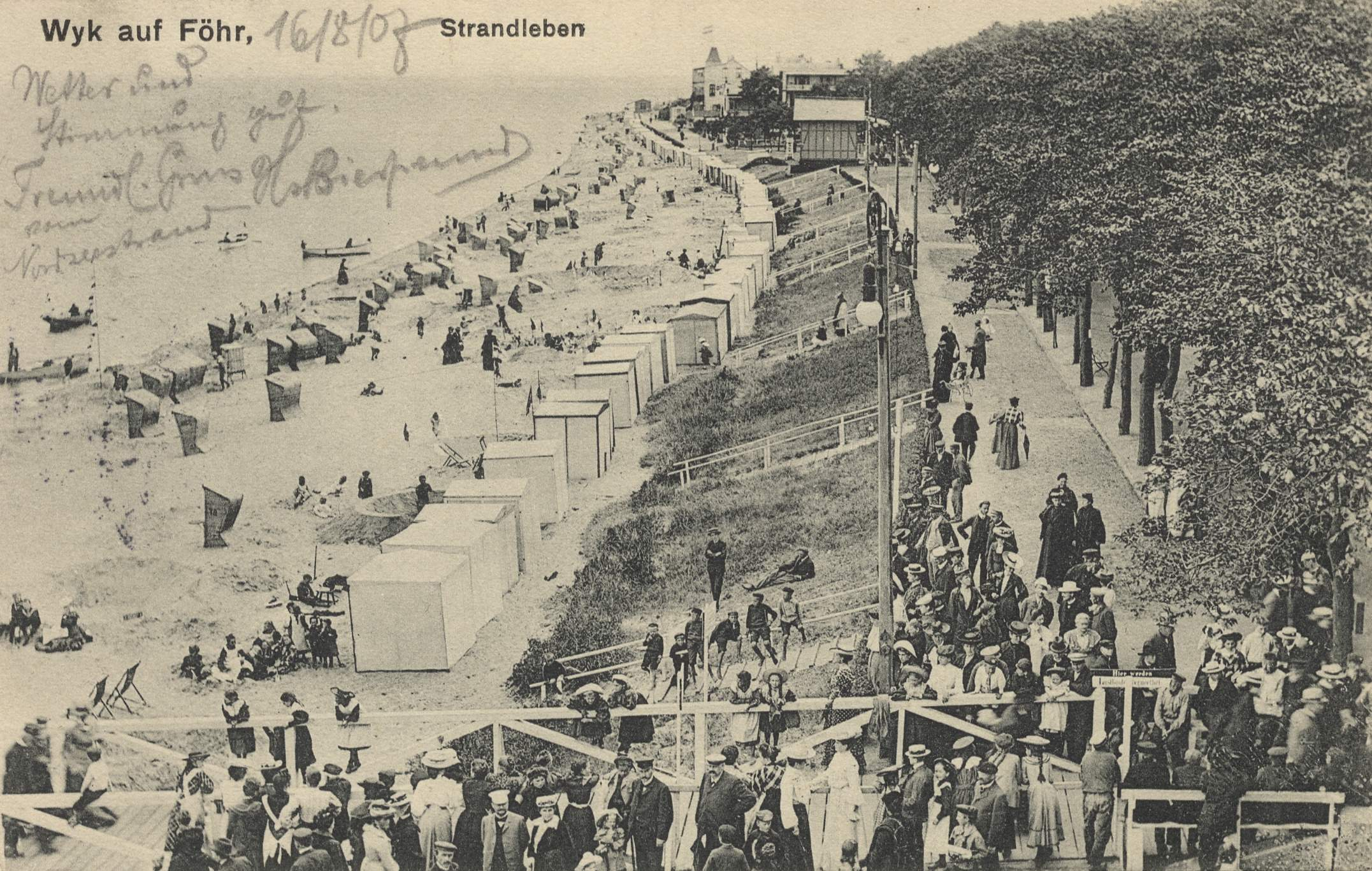
Пляж города Вик-ауф-Фёр в 1907 году.

Фризы начали колонизацию островов именно с Фёра. Первое их поселение, обнаруженное археологами, датируется VII веком. С тех пор население островов значительно вырастает. Однако в то время Фёр был ещё континентальной территорией, он превратился в остров после мощного атлантического шторма, произошедшего в 1362 году.
В 1400 году остров оказался под властью королевы Дании. В 1420-е года герцогство Шлезвиг включило восточную часть острова в свои владения. Тогда как его западная часть (а также остров Амрум) принадлежала датчанам вплоть до 1864 года.
В 1523 году благодаря осушению северных болот сельхозугодия острова приросли 22 га.
В XVII и XVIII века здесь начали промышлять английские и нидерландские китобои, что способствовало улучшению благосостояния местного населения. К концу XVIII века на острове проживало около тысячи моряков. С падением численности китов, местное население вновь занялось сельским хозяйством.
Во время плебисцита 1919 года, когда определялась граница между Германией и Данией, только три деревни (Витзум, Утерзум, Хедехузум) проголосовали за присоединение к Дании. В итоге весь остров оказался в составе Германии.

## Административное устроиство
Население острова составляет 8593 чел. (31.12.2011). Единственный город на острове — это Вик-ауф-Фёр (Wyk auf Föhr), курортное местечко на юго-восточном побережье. Также есть 16 маленьких деревень, размещённых на территории 11 муниципалитетов:
- Алькерзум
- Боргзум
- Витзум
- Вриксум
- Дунзум, включает Малый и Большой Дунзум
- Зюдеренде
- Мидлум
- Ниблум вместе с соседним Готингом
- Ольдзум вместе с районами Тофтум и Клинтум
- Утерзум вместе с соседним Хедехузумом
- Эфенум[2]

## Транспорт и экономика

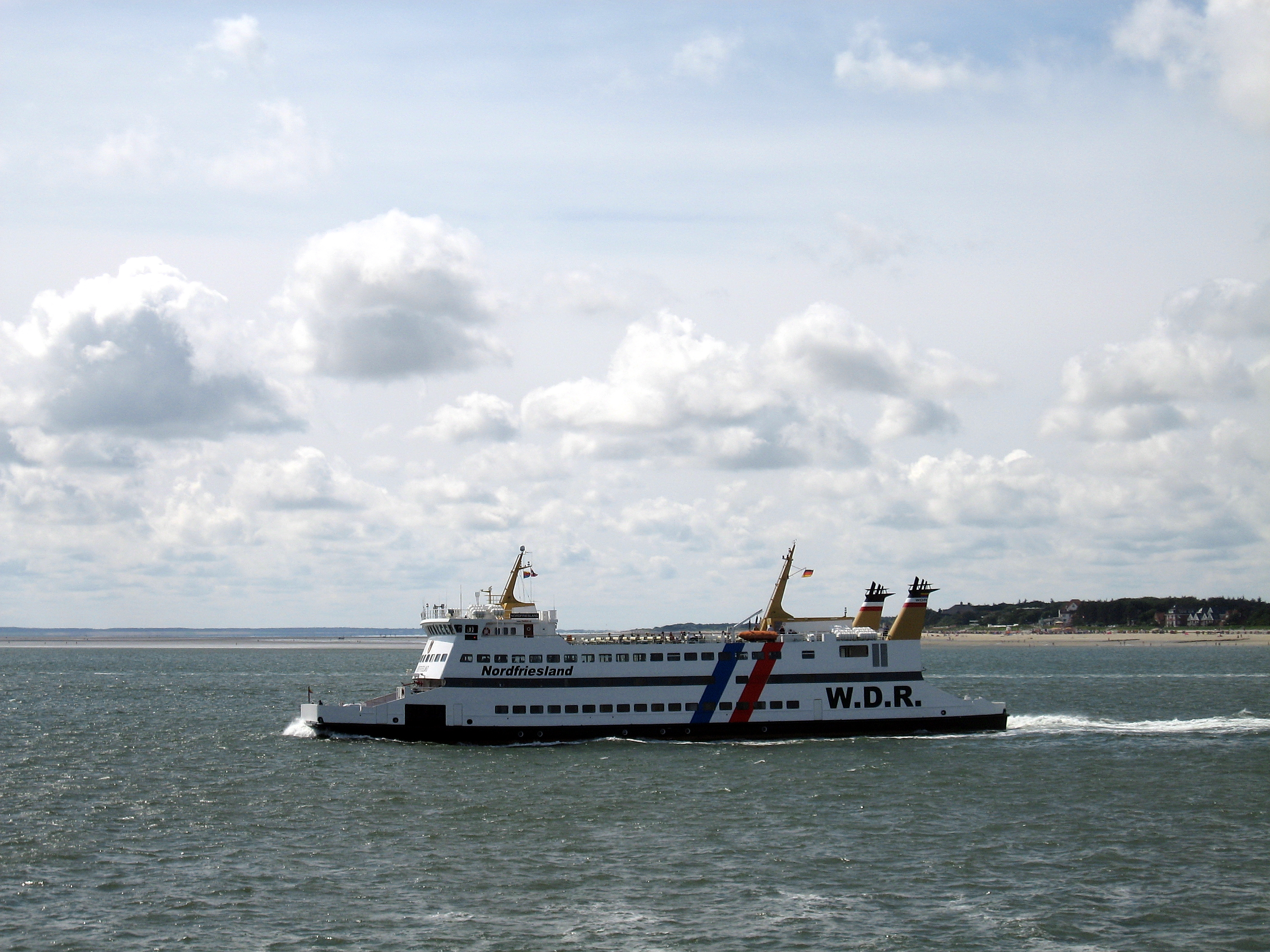
Паром отплывает от острова.

Экономика острова сосредоточена на туризме. Относительно развито сельское хозяйство. В городской гавани есть несколько рыболовецких судов.
Между городом Вик-ауф-Фёр и материковым портом Дагебюлль имеется паромное сообщение для перевозки пассажиров и автомобилей. В день осуществляется по 10-12 рейсов (45 минут плавания). Есть также частные паромы, соединяющие город с Амрумом (около часа плавания). Также на острове имеются взлётно-посадочные полосы для небольших самолётов.
От города до любой из деревень острова можно добраться на автобусе.

## Туризм
Фёр, как и близлежащие острова, является популярным туристическим местом. Начиная от паромного терминала, на 15 км вдоль южного берега острова протянулся песчаный пляж. На севере и северо-западе разместилась Охранная зона Национального парка Ваттового моря.